# Calangute
Calangute är en ort i Indien.   Den ligger i delstaten Goa, i den sydvästra delen av landet, 1 500 km söder om huvudstaden New Delhi. Calangute ligger 1 meter över havet och antalet invånare är 17 446.
Terrängen runt Calangute är platt. Havet är nära Calangute åt sydväst. Runt Calangute är det tätbefolkat, med 982 invånare per kvadratkilometer. Närmaste större samhälle är Panaji, 9,3 km sydost om Calangute. Trakten runt Calangute består till största delen av jordbruksmark.